# Machico (cantante)
Machiko Saitō (齊藤 真知子?), más conocida por su nombre artístico Machico (Prefectura de Hiroshima, 25 de marzo de 1992) es una cantante y actriz de doblaje japonesa de Kure, Hiroshima. Hizo su debut en 2012 tras participar en una audición de Horipro, cantando el tema principal de un juego de PC. En 2013 hizo el doblaje para el personaje Tsubasa Ibuki del juego The Idolmaster Million Live!. Además del doblaje, también ha sido la voz de los temas principales de KonoSuba y Age 12. Ha lanzado dos álbumes entre 2014 y 2015. En 2016, abrió su club de fans oficial.

## Biografía
La carrera de Machico comenzó tras su participación en el 36 " Horiro Talent Scout Campaign"  en 2011, donde quedó finalista. A pesar no ganar el concurso, hizo su debut en 2012, cuando fue elegida para interpretar la canción "Magical Happy Show!", el tema principal de la novela visual "Supipara: Alice the Magic Conductor". El sencillo fue lanzado el 23 de mayo de 2012. Hoy en día, sigue siendo parte de la agencia "HoriPro International".
Machico debutó como actriz de doblaje en 2013 como el personaje "Tsubasa Ibuki" del The Idolmaster Million Live! El 11 de junio de 2014, lanzó su primer álbum: "Colors", llegando al número 64 del ranking semanal Oricon. Su segundo álbum, "Colors II - RML-", fue lanzado el 8 de abril de 2015, llegando al puesto 86 de Oricon. El mismo año, puso voz al personaje Sophia Mertesacker en el anime Seiken Tsukai no World Break. y apareció en la serie de televisión Sore ga Seiyū!.
Machico interpretó "Fanastic Dreamer", el tema de apertura de la seria de anime KonoSuba. El sencillo con el tema fue lanzado el 27 de enero de 2016, llegando al número 42 de la lista semanal Oricon. Su siguiente single, "Yūki no Tsubasa" (勇気のつばさ Wings of Courage?) fue lanzado el 9 de noviembre de 2016 y fue utilizado como tema de cierre la serie de animación "Age 12". En 2016, fue la voz del personaje "Serina Nishiyama" de la serie Sansha San'yō. En diciembre de 2016 se fundó su club de fans oficial, "ZO≒NA".  Su cuarto single, "Tomorrow" fue lanzado el 1 de febrero de 2017 siendo el tema de apertura de la segunda temporada de la serie KonoSuba. En 2017 puso voz al personaje Icea Mize Valgalis de la serie "WorldEnd". Su quinto single, "Kore Kara" fue lanzado el 31 de enero de 2018 y fue utilizado como tema de apertura de la serie "The Ryuo's Work is Never Done!". También es la voz de "Tokai Teio" en la franquicia "Uma Musume Pretty Derby".
Machico, repitió en el papel como Ayane Misaki en Kirakira Kirakira PreCure a la Mode, la decimocuarta temporada de la franquicia Pretty Cure.. Cantará el tema de cierre de la temporada 17 de "Healin' Good PreCure" y el tema de apertura de "Tropical-Rouge! Pretty Cure". Puso voz a la protagonista de la serie "Rifle is Beautiful" y fue una de las artistas principales de su tema de apertura "Let's go! Rifling 4!!!!" y del tema de cierre, "Yūyake Friends".

## Discografía

### Singles[18]
| Fecha de estreno       | Título                                   | Posición en el ranking | Álbum        | Notas |
| Fecha de estreno       | Título                                   | Oricon                 | Álbum        | Notas |
| ---------------------- | ---------------------------------------- | ---------------------- | ------------ | --- |
| 23 de mayo de 2012     | Magical Happy Show!                      | 87                     |              | Tema principal del juego "Supipara – Alice the Magical Conductor" |
| 27 de enero de 2016    | fantastic dreamer                        | 42                     | SOLambiciosa | Tema de apertura de la animación: "KonoSuba!" Tema de apertura |
| 9 de noviembre de 2016 | Yūki no Tsubasa                          | 114                    | SOL          | Segundo tema de cierre de la animación "Age 12: A Little Heart-Pounding" |
| 1 de febrero de 2017   | Tomorrow                                 | 23                     | SOL          | Tema de apertura de la animación "KonoSuba 2" |
| 31 de enero de 2018    | Kore Kara                                | 32                     |              | Tema de apertura de la serie de animación Ryūō no Oshigoto! |
| 28 de agosto de 2019   | 1mm Symphony                             | 42                     |              | Tema principal de la película de animación KonoSuba!: Legend of Crimson |
| 8 de abril de 2020     | Kokuho High End                          |                        |              | Canción adicional del CD 2 de la BSO del juego "Magia Record: Puella Magi Madoka Magica Side Story" (Planeada originalmente como el tema de ciere del capítulo "Sayuki Steps Up!") |
| 7 de abril de 2021     | Viva! Spark! Tropical-Rouge! Pretty Cure | 15                     |              | Tema de apertura de la serie de animación "Tropical-Rouge! Pretty Cure" |

### Álbumes[3]
| Fecha de liberación | Título          | Puesto máximo en el ranking | Puesto máximo en el ranking |
| Fecha de liberación | Título          | Oricon                      | Japón                       |
| ------------------- | --------------- | --------------------------- | --------------------------- |
| 11 de junio de 2014 | COLORS          | 63                          |                             |
| 8 de abril de 2015  | COLORS II -RML- | 86                          |                             |
| 27 de julio de 2016 | Ambitious*      | 63                          |                             |
| 24 de mayo de 2017  | SOL             | 68                          |                             |

## Doblaje y televisión

### Animación
- Glasslip (2014), Miembro del club de natación.
- Yoru no Yatterman (2015), Chica A.
- Sore ga Seiyū! (2015), Machiko[5]
- Seiken Tsukai no World Break (2015), Sophia Mertesacker[20]
- Hundred (2016), Nakuri
- Three Leaves, Three Colors (2016), Serina Nishiyama[21]
- Kirakira PreCure a la Mode (2017), Ayane Misaki[22]
- WorldEnd (2017), Ithea Myse Valgulious[23]
- Ryūō no Oshigoto! (2018), Ryo Tsukiyomisaka
- Uma Musume Bastante Derby (2018), Tōkai Teiō[24]
- Chidori RSC (2019), Hikari Kokura[25]
- Iwa-Kakeru! -El deporte que Sube Chicas- (2020), Kurea Ōba[26]
- Magia Record, Sayuki Fumino (2020, ep.3)
- Uma Musume Bastante Derby Estación 2 (2021), Tōkai Teiō[24]
- Fuuto Pi (2022), Monako Moriguchi / Megu Kazamatsuri.
- The Idolmaster Million Live!, (2023) Tsubasa Ibuki.
- Isekai Nonbiri Nōka, Sena (2023)
- Himitsu no AiPri (2024), Aozora Hiiro y Fuku-chan.
- VTuber Legend: How I Went Viral after Forgetting to Turn Off My Stream (2024), Hikari Matsuriya.
- Murder Mystery of the Dead (2024), Lorelei/Komori Manami.
- Dead Account (2026), Hiyori Haijima[27]

### Videojuegos
- The Idolmaster Million Live! (2013), Tsubasa Ibuki[1]
- The Idolmaster Million Live!: Theater Days (2017), Tsubasa Ibuki[1]
- Magia Record: Puella Magi Madoka Magica Gaiden (2019), Sayuki Fumino
- Project Sekai: Colorful Stage! feat. Hatsune Miku (2020), Nene Kusanagi
- The Idolmaster: Starlit Season (2020), Tsubasa Ibuki[28]
- Zenless Zone Zero (2024), Soukaku

### Audiolibros
- The Idolmaster Million Live! (2015-presente), Tsubasa Ibuki[1]